# Мерседес Маргалот
Мерседес Маргалот (ісп. Mercedes Margalot, 28 червня 1975) — аргентинська хокеїстка на траві.
Срібна призерка Олімпійських Ігор 2000 року, бронзова призерка 2004, 2008 років.
Переможниця Панамериканських ігор 1999, 2003, 2007 років.
Переможниця Трофею чемпіонів 2001, 2008 років, срібна призерка 2002 року, бронзова призерка 2004 року.
Чемпіонка світу 2002 року, бронзова призерка 2006 року.
Переможниця Панамериканського кубка 2001 року.